# John Charles Polanyi

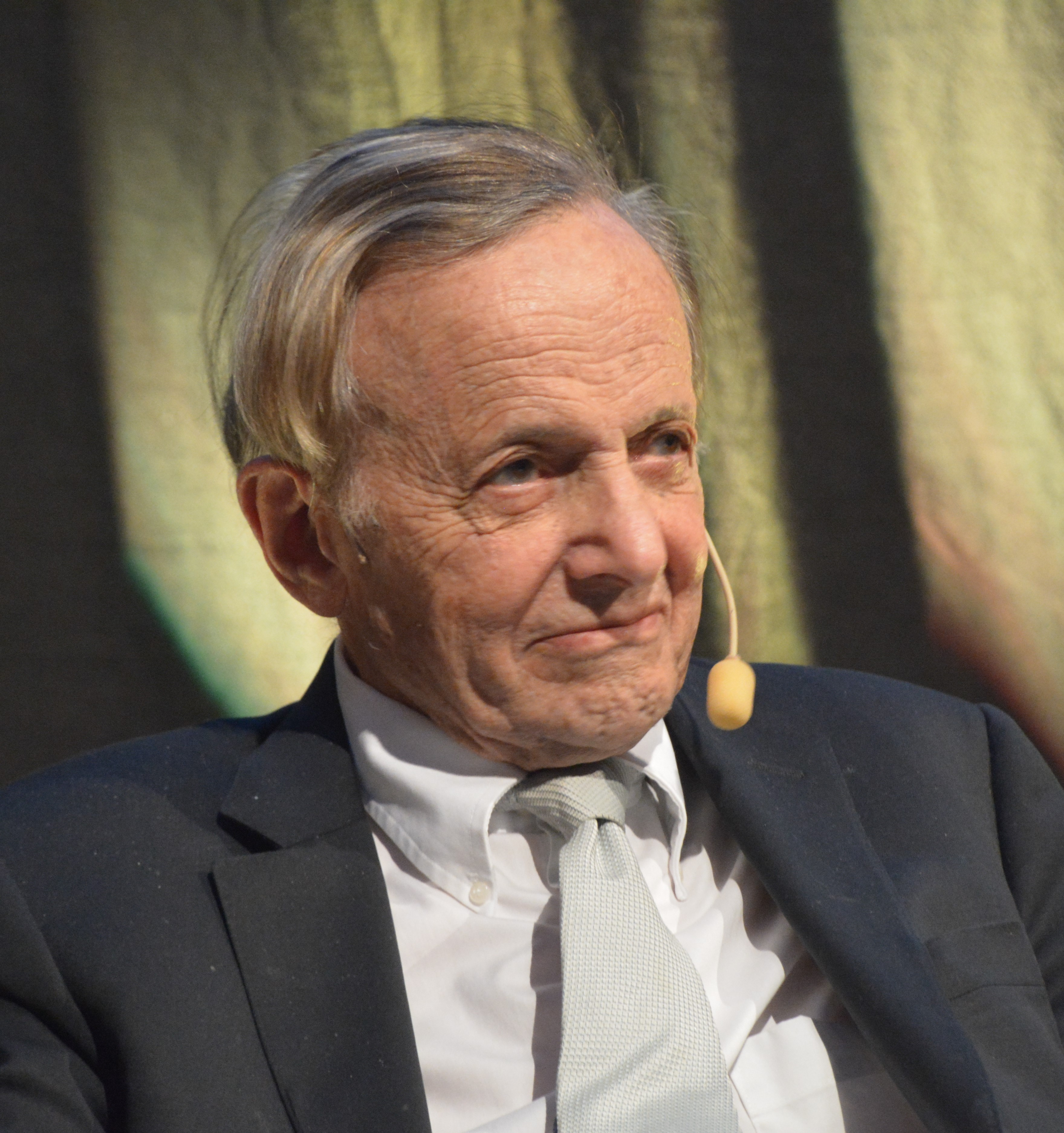
John C. Polanyi (2019)

John Charles Polanyi, PC, CC, O.Ont, FRSC, FRS (geboren 23. Januar 1929 in Berlin) ist ein in Deutschland geborener kanadischer Chemiker und Physiker ungarischer Abstammung.
Polanyi erhielt 1986 zusammen mit Dudley R. Herschbach und Yuan T. Lee den Nobelpreis für Chemie „für seine Mitwirkung betreffend die Dynamik chemischer Elementarprozesse“.

## Leben
John C. Polanyi ist Sohn des Wissenschaftlers und Philosophen Michael Polanyi. Nach der Machtübergabe an die Nationalsozialisten emigrierte er 1933 mit seinen Eltern nach Großbritannien und studierte ab 1946 (im selben Jahr gab dort sein Vater seine letzte Chemievorlesung und wandte sich der Philosophie zu) an der Manchester University, wo er 1949 seinen Bachelorabschluss erwarb und 1952 bei einem ehemaligen Schüler seines Vaters, Ernest Warhurst, promoviert wurde. Als Post-Doktorand war er danach 1952 bis 1954 an den National Research Council Laboratories in Ottawa bei Edgar William Richard Steacie und Gerhard Herzberg und 1954 bis 1956 an der Princeton University auf Einladung von Hugh Taylor. 1956 wurde er Lecturer an der University of Toronto, wo er 1957 Assistant Professor, 1960 Associate Professor und 1962 Professor wurde. Seit 1974 war er dort University Professor. 1959 wurde er Sloan Research Fellow.
Polanyi war – seit er die Unzulänglichkeiten der Eyring-Theorie (TST) in seiner Zeit in Ottawa erkannte – ein Pionier in der genauen Untersuchung der Mechanismen chemischer Reaktionen mit der von ihm und seinen Schülern entwickelten Infrarot-Chemolumineszenz Methode. Etwa gleichzeitig untersuchten Herschbach und seine Schüler und Mitarbeiter (wie Y. Lee) die chemischen Reaktionsmechanismen mit der crossed molecular beam (gekreuzte Molekularstrahlen) Methode. Polanyi verfolgte mit seinen Schülern parallel zu den experimentellen Verfahren auch die numerische Computer-Simulation chemischer Reaktionen.
1960 veröffentlichte er auch im Journal of Chemical Physics eine frühe Arbeit über Laser (An infrared maser dependent on vibrational excitation), nachdem die Arbeit zunächst von Physical Review Letters zurückgewiesen wurde.
1989 wurde er mit der Royal Medal der Royal Society ausgezeichnet. 1965 erhielt er die Centenary Medal der British Chemical Society, 1982 den Wolf-Preis in Chemie und 1962 die Marlow Medaille der Faraday Society. 1974 wurde er Officer of the Order of Canada und 1979 Companion of the Order of Canada.  2012 erhielt Polanyi die Helmholtz-Medaille der Berlin-Brandenburgischen Akademie der Wissenschaften. Er ist mehrfacher Ehrendoktor, unter anderem von Harvard, Manchester und vom Weizmann-Institut.
Er ist Mitglied der National Academy of Sciences (1978), der American Academy of Arts and Sciences, der Royal Society of Canada (1966), der Royal Society (1971), der Russischen Akademie der Wissenschaften (1999), der päpstlichen Akademie der Wissenschaften und der Royal Society of Edinburgh. Er ist Ehren-Fellow der Royal Society of Chemistry und Fellow der American Physical Society, die ihm für 2022 ihren Andrei Sakharov Prize zusprach.
Polanyi engagierte sich auch in Abrüstungsfragen und war Gründungsmitglied der kanadischen Pugwash-Gruppe. 1978 leitete er ein internationales Symposium über die Bedrohung durch Kernwaffen.
Er ist seit 1958 mit Sue Davidson verheiratet, mit der er eine Tochter und einen Sohn hat.